# Mikroregion Piumhi

Mikroregion Piumhi

Mikroregion Piumhi – mikroregion w brazylijskim stanie Minas Gerais należący do mezoregionu Oeste de Minas.

## Gminy
- Bambuí
- Córrego Danta
- Doresópolis
- Iguatama
- Medeiros
- Piumhi
- São Roque de Minas
- Tapiraí
- Vargem Bonita